# Charles Berthézenne
Charles Berthézenne est un homme politique français né le 30 janvier 1871 à Valleraugue et décédé le 11 juin 1942 dans la même ville.

## Biographie
Membre du Parti républicain-socialiste, il est élu maire de sa ville natale sous cette étiquette en 1908 puis conseiller général en 1921 (deux mandats qu'il conservera jusqu'à son décès) et enfin député du Gard lors des élections législatives de 1928. Il est réélu en 1932 puis en 1936, cette fois sous l'étiquette de l'Union socialiste républicaine, organisation née de la fusion de trois tendances du mouvement socialiste français réformiste (non-marxiste).
Il est le cousin de l'écrivain (et membre de l'Académie française) André Chamson, qui le met en scène dans son roman La Galère, description de la paysannerie protestante et républicaine cévenole.
Il appartient à la Société des félibres de Paris.
Il vote en faveur de la remise des pleins pouvoirs au Maréchal Pétain le 10 juillet 1940 et meurt avant la Libération de la France.